# Hanoverton
Hanoverton és una població dels Estats Units a l'estat d'Ohio. Segons el cens del 2000 tenia 387 habitants.

## Demografia
Segons el cens del 2000, Hanoverton tenia 387 habitants, 157 habitatges, i 116 famílies. La densitat de població era de 210,5 habitants/km².
Dels 157 habitatges en un 32,5% hi vivien nens de menys de 18 anys, en un 61,1% hi vivien parelles casades, en un 12,1% dones solteres, i en un 26,1% no eren unitats familiars. En el 22,9% dels habitatges hi vivien persones soles el 14,6% de les quals corresponia a persones de 65 anys o més que vivien soles. El nombre mitjà de persones vivint en cada habitatge era de 2,46 i el nombre mitjà de persones que vivien en cada família era de 2,93.
Per edats la població es repartia de la següent manera: un 24,8% tenia menys de 18 anys, un 7% entre 18 i 24, un 27,9% entre 25 i 44, un 20,4% de 45 a 60 i un 19,9% 65 anys o més.
L'edat mediana era de 38 anys. Per cada 100 dones de 18 o més anys hi havia 90,2 homes.
La renda mediana per habitatge era de 36.538 $ i la renda mediana per família de 41.250 $. Els homes tenien una renda mediana de 31.719 $ mentre que les dones 20.625 $. La renda per capita de la població era de 14.970 $. Aproximadament l'1,7% de les famílies i el 3,2% de la població estaven per davall del llindar de pobresa.

## Poblacions més properes
El següent diagrama mostra les poblacions més properes.